# Кочари (ассирийский танец)
Коча́ри — ассирийский свадебный танец.

## Описание
Кочари имеет размер 2/4, темп — 126—132, счёт — 4, направление правое.
Исходная позиция: исполнители стоят лицом к центру плечом к плечу, вес смещён вправо, руки опущены.
| Измерение | Счёт | Движение                                        |
| --------- | ---- | ----------------------------------------------- |
| 1         | 1    | прыжок направо с переносом левой ступни назад   |
| 1         | 2    | прыжок направо с переносом левой ступни вперёд  |
| 2         | 1    | прыжок налево с переносом правой ступни назад   |
| 2         | 2    | прыжок направо с удержанием правой ступни сзади |
| 3         | 1    | прыжок налево с переносом правой ступни вперёд  |
| 3         | 2    | прыжок направо                                  |
| 4         | 1    | прыжок налево с оборотом через правое плечо     |
| 4         | 2    | прыжок направо с приземлением на обе ступни     |

В ходе танца руки партнёров подняты вверх в V-образную позицию.